# Damal
Damal là một huyện thuộc tỉnh Ardahan, Thổ Nhĩ Kỳ. Huyện có diện tích 329 km² và dân số thời điểm năm 2007 là 7606 người, mật độ 23 người/km².